# فروندنبرغ
فروندنبرغ (بالألمانية: Fröndenberg) هي بلدة ألمانية تقع في ألمانيا في أونا (ألمانيا).[بحاجة لمصدر]

## المدن التوأمة
مدن برواي لا بويسير، Winschoten وهارتا هي مدن توأمة لـفروندنبرغ.